# Saki białolica
Saki białolica (Pithecia pithecia) – gatunek ssaka naczelnego z podrodziny saki (Pitheciinae) w obrębie rodziny sakowatych (Pitheciidae).

## Zasięg występowania
Saki białolica występuje w lasach Wyżyny Gujańskiej we wschodniej Wenezueli (na południe od rzeki Orinoko i na wschód od dolnego Caroní w prowincjach Delta Amacuro i Bolívar), w Gujanie i północnej Brazylii (na wschód od rzek Negro i Branco oraz na południu, w pobliżu rzeki Amazonki na wschodzie i na północny wschód od rzeki Trombetas w stanach Roraima, Amazonas, Pará i Amapá); zasięg występowania dalej na zachód i południe w Wenezueli oraz w Parku Narodowym Canaima nieznany.

## Taksonomia
Gatunek po raz pierwszy naukowo opisał w 1766 roku szwedzki przyrodnik Karol Linneusz nadając mu nazwę Simia pithecia. Jako miejsce typowe odłowu holotypu Linneusz wskazał Gujanę (łac. Habitat in Guiania), ograniczone do Cayenne, w Gujanie Francuskiej. 
Autorzy Illustrated Checklist of the Mammals of the World uznają ten takson za gatunek monotypowy.

### Etymologia
Pithecia: epitet gatunkowy Simia pithecia Linnaeus, 1766; gr. πιθηκος pithēkos „małpa”.

## Morfologia
Długość ciała (bez ogona) samic 32,3–41,5 cm, samców 33–39,5 cm, długość ogona samic 37–43,5 cm, samców 39,8–45,5 cm; masa ciała samic 1,4 kg, samców 1,4–1,7 kg. Małpa o silnym dymorfizmie płciowym – samce mają czarne włosy z białym futrem na przedniej części głowy, zaś samice mają futro brązowo-szare.

## Ekologia
Aktywne są tylko w dzień i prowadzą typowo nadrzewny, wędrowny tryb życia. Nie są zwierzętami terytorialnymi.